# 용호초등학교 (합천군)
용호초등학교는 대한민국 경상남도 합천군 용주면 합천호수로 947-5 (봉기리)에 있었던 초등학교이다.

## 연혁
- 1948.03.12 용호공립국민학교 개교
- 1951.03.28 제1회 졸업
- 1951.09.01 용호국민학교로 개칭
- 1996.03.01 용호초등학교로 개칭
- 1999.09.01 용주초등학교로 통폐합